# In the Border States
In the Border States é um filme mudo norte-americano de 1910, do gênero drama dirigido por D. W. Griffith. Cópias do filme encontram-se conservadas no Museu de Arte Moderna e na Biblioteca do Congresso.

## Elenco
- Charles West
- Charles Arling
- William J. Butler
- Verner Clarges
- Edward Dillon
- John T. Dillon
- Gladys Egan
- Frank Evans
- Francis J. Grandon
- Guy Hedlund
- Dell Henderson
- Henry Lehrman
- W. Chrystie Miller
- Alfred Paget
- Mack Sennett
- Henry B. Walthall
- Dorothy West